# 炎 (LiSA單曲)
〈炎〉（日语：／ Homura）是日本女歌手LiSA的第17張單曲，於2020年10月14日由SACRA MUSIC發售。LiSA的第5張原創專輯《LEO-NiNE》亦於同日發售。〈炎〉是動畫電影《鬼滅之刃劇場版 無限列車篇》的主題曲，於同月12日先行開放網上下載版本。
歌曲登上日本各大音樂榜單，在第62屆日本唱片大獎被選為「優秀作品獎」並最終獲得大獎。

## 概要
〈炎〉是動畫電影《鬼滅之刃劇場版 無限列車篇》的主題曲。這是LiSA繼2019年〈紅蓮華〉之後再為動畫《鬼滅之刃》獻唱主題曲。〈炎〉獲起用為電影主題曲的消息於2020年8月2日公布。
歌曲以D大調創作，每分鐘76拍，時長4分35秒，梶浦由記作曲和編曲，歌詞由LiSA和梶浦一同創作；是為梶浦繼《鬼滅之刃》片尾曲〈from the edge〉後再次參與製作該動畫的歌曲。據LiSA在電台節目接受訪問時所講，她跟梶浦和動畫製作人開會時，製作人希望電影主題曲會是「讓他們（動畫角色）的故事能夠擁有繼續下去的希望，能夠安心地用力向前進……不過也要好好地帶領這次的故事，這樣壯大而有力的謠曲」。
單曲分為3個版本發售，分別是以《鬼滅之刃》角色煉獄杏壽郎為封面的「期間生產限定盤」、唱片套以火焰形狀縷空的「初回限定生產盤」，以及以LiSA為封面主角的「通常盤」。

## 宣傳
發行前夕的10月12日，LiSA的YouTube頻道上傳了一條篝火的影片。LiSA在Twitter稱「這是迎向10/14發行的篝火（炎）」。
〈炎〉的MV在10月13日在YouTube上公開，在3日內（即截至16日）的觀看次數超過500萬次。該MV至今累積觀看次數逾1億8700萬次。10月16日，YouTube頻道THE FIRST TAKE上傳了〈炎〉的現場演唱版，由野間康介以鋼琴伴奏。LiSA此前未曾公開演唱過這首歌。該影片一晚的觀看次數超過100萬次。至今累積觀看次數逾2億次。
10月16日，LiSA在朝日電視台系列音樂節目《MUSIC STATION》2小時特別節目中，在當地時間9時多首次在電視上演唱〈炎〉。

## 迴響
單曲於發行日前一天和首天分別以約2.7萬張和約1.1萬張的銷量登上Oricon公信榜單曲日榜第1名。之後多日繼續佔據日榜第1名。〈紅蓮華〉也曾在這段時間打進日榜前3名。
最終單曲在發行首週以約6.8萬張的銷量獲得Oricon公信榜單曲週榜第1名，這是LiSA首次奪得該榜首名。同時《LEO-NiNE》亦以約6.6萬張的銷量獲得Oricon專輯週榜第1名，睽違7年7個月有藝人能夠同時奪得單曲和專輯週榜的首名（上次是Kis-My-Ft2），以女性藝人計算則是相隔16年6個月（上次是宇多田光）；也是令和時期首次有藝人完成此紀錄。
下載銷量方面，〈炎〉以發行首週約14.1萬次的下載量，獲得Oricon公信榜數碼單曲週榜首位。

## 外部連結
- 特設網站 （页面存档备份，存于）
- YouTube上的《炎》現場演唱版 - THE FIRST TAKE